# Onorato I Lascaris di Ventimiglia
Onorato I Lascaris di Ventimiglia (Tenda, 1420 circa – 1475) è stato un politico italiano che come conte di Tenda e Ventimiglia fu figura basilare nelle vicissitudini di Provenza e Ponente ligure nel XV secolo. L'anno di nascita lo si può desumere dall'osservazione che nel 1439, all'atto di essere nominato regio vicario di Marsiglia, è ancora un domicello, ossia uno scudiero del re, non ancora addobbato cavaliere.
Il giovane Ventimiglia studiò all'Università di Montpellier e visse successivamente alla corte angioina di Aix-en-Provence, dove si accasò con Margherita Cossa, figlia di Giovanni, Gran Siniscalco di re Renato d'Angiò, originario dell'isola d'Ischia. Entrato nelle grazie del sovrano, Onorato – succeduto al padre nel 1440 - fu nominato Gran Ciambellano, vicario di Marsiglia e Arles, nonché signore di Châteauneuf-Grasse e La Garde-lès-Grasse, feudi acquistati tra il 1453 e il 1465 (in realtà riacquistati, poiché almeno dall'inizio del XIII secolo in possesso dei Conti di Ventimiglia).

## I primi anni di potere
Suo fratello maggiore Pietro Lascaris, regio governatore di Grasse e Saint-Paul-de-Vence, ereditò dalla moglie Caterina Grimaldi le consignorie di Antibes, Cagnes e Mentone. Eredità che a Pietro costò la vita, essendo assassinato nel 1443 da Nicola Grimaldi. Onorato in questi anni media una disputa ereditaria che coinvolge il cugino Antonio Lascaris di Castellar e riesce a recuperare Antibes e Cagnes – sempre osteggiato dai Grimaldi –, ma non l'antico retaggio familiare di Mentone. Il 30 novembre 1445 il conte Onorato stipula una convenzione con Luigi I di Savoia, concernente la gabella del sale e i pingui traffici commerciali tra Nizza e Cuneo. Intorno al 1447, il Lascaris, marito in seconde nozze della marchesa di Finale, Margherita del Carretto (1427-1491), aderisce alla pars degli Adorno e partecipa alle lotte dei congiunti contro i dogi Fregoso di Genova.
Lo scopo del Ventimiglia è quello di recuperare i possedimenti aviti in Liguria, riunificando sotto il suo comando il territorio soggetto ai cugini Ventimiglia del Maro nell'entroterra di Oneglia e Porto Maurizio. Le stesse mire lo opposero in una feroce guerra feudale ai Doria di Oneglia, che alla fine del Duecento avevano occupato Dolceacqua e parte della contea del Maro. Genova risponde l'8 luglio 1450 ingiungendo alle comunità di Carpasio, Conio, Prelà e Larzeno di prestar giuramento di fedeltà ai locali signori Ventimiglia del Maro, ignorando i diritti del conte Gaspare Ventimiglia di Buscemi, appoggiato dagli armati del conte di Tenda. Nel 1460 i Doria vendono la loro consignoria di Prelà a Tebaldo Lascaris di Briga.
Nel 1453 il conte Onorato è in Ventimiglia dove presta omaggio a Renato d'Angiò e nel 1455 respinge la richiesta di omaggio del duca Luigi I di Savoia. Questi aveva acquistato dai cugini Lascaris di Briga una quota della signoria tendasca di Limone. Continua così la frizione con i Savoia, che vedono osteggiato e condizionato da Tenda il vitale commercio tra Cuneo e Nizza. Il 18 febbraio 1454 le comunità di Sospello, Breglio e Saorgio ratificano la sentenza del duca di Savoia nella causa da loro sostenuta contro il conte Onorato. Il 21 dicembre 1454, segue altro arbitraggio del duca fra le medesime comunità e quella di Tenda – unita al conte – riguardante i pedaggi che impone Onorato sui mercanti della “Via del Sale”.

## L'espansione del dominio

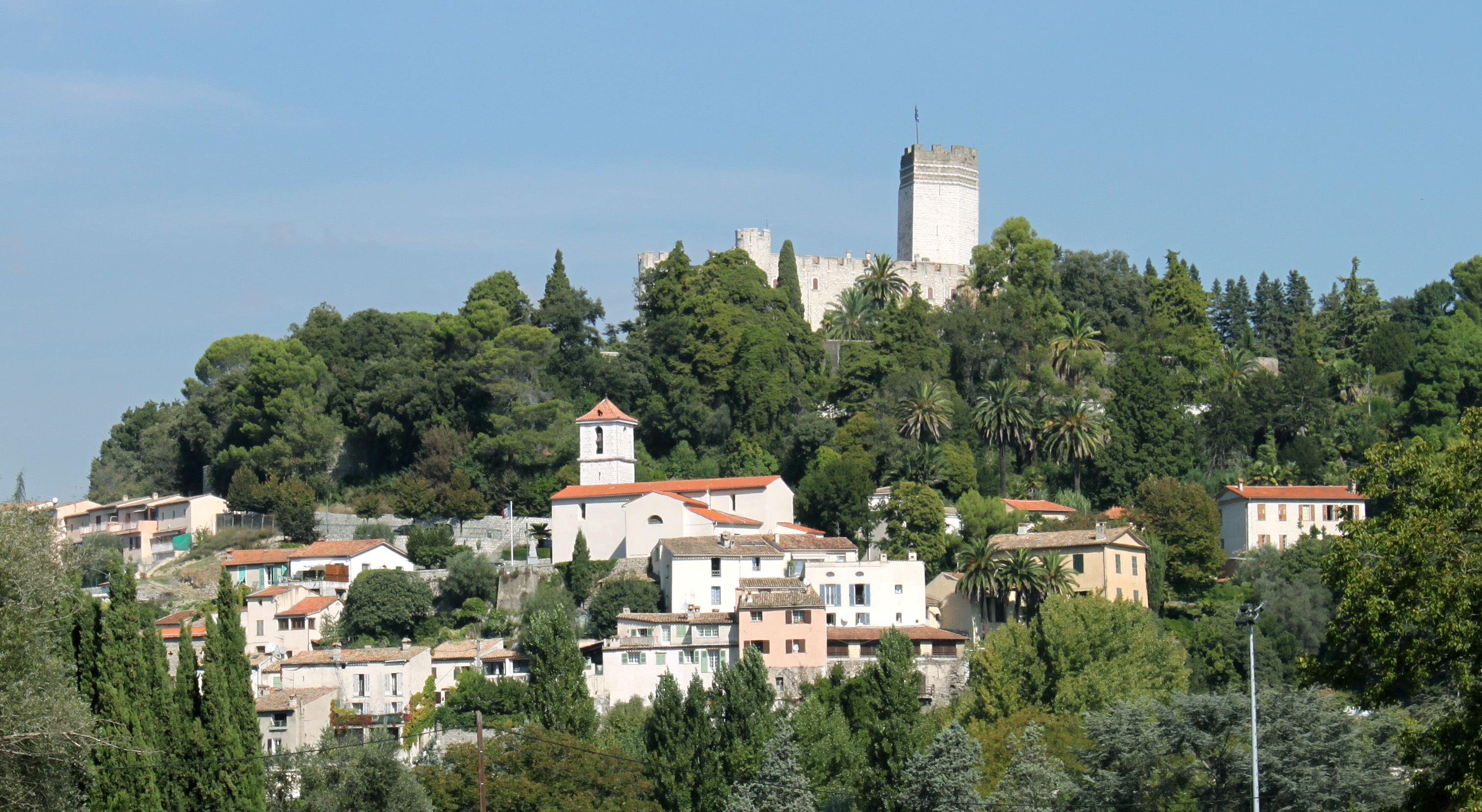
Il castello duecentesco di Villenueve, appartenuto nel XV secolo ai Lascaris di Ventimiglia.

Onorato prosegue nella sua politica di espansione nel Ponente ligure, in rotta di collisione con gli interessi savoiardi. La sua azione di restaurazione dell'antica potenza della Contea di Ventimiglia rappresenta il canto del cigno del suo casato. Nel 1455 rileva da Gaspare Ventimiglia, barone di Buscemi in Sicilia, alcune quote sulle signorie liguri di Cosio d'Arroscia, Borghetto e Montegrosso. Altri beni nel 1447 aveva ceduto Francesco di Buscemi, padre di Gaspare, al nobile genovese Matteo Lomellino. Dieci anni appresso, il 9 maggio 1455 il conte di Tenda acquista dallo stesso cugino Gaspare la contea del Maro, comprendente i castelli e ville di Maro, Pornassio, Prelà Superiore e Inferiore, Carpasio, Montegrosso, Borghetto, Mendatica, Valloria, Aurigo, Lavina e Cenova, il tutto al prezzo di 8.600 libbre genovesi. Il conte di Tenda investe di Prelà Superiore il cugino Tebaldo Lascaris di Briga.
Due anni dopo, il Lascaris appoggia lo zio Luigi Bolleris di Reillane in guerra con i Savoia. Il conte di Tenda occupa i castelli di Demonte e Roccasparvera, ma a Centallo è catturato dai mercenari savoiardi, per tradimento, e condotto a Torino: è liberato soltanto nel 1458, su richiesta del duca Francesco Sforza.
Nondimeno, il 2 marzo 1462, Rinaldo Ventimiglia del Maro testava in favore del conte di Tenda, nominandolo erede universale delle consignorie di Lucinasco, Caravonica, Carpasio, Larzeno, San Bartolomeo, Montegrosso, Villatalla, Canneto e Prelà, diseredando al contempo il figlio Antonio, ritenuto indegno dal padre. Antonio si oppone, ma un migliaio di armigeri tendaschi occupa i castelli della contea del Maro e induce i vassalli a prestar omaggio e fedeltà a Onorato. Antonio finì i suoi giorni nelle segrete di Tenda, mentre queste furono assaggiate per dieci mesi pur da Girolamo di Ventimiglia, signore di 1/6 del castello di Pornassio, per aver rifiutato di prestar omaggio al Gran Ciambellano. Nel 1460 Onorato possiede 1/6 di Pornassio e il 17 ottobre 1460 vi aggiunge 5/48, dando in cambio a Giorgio di Ventimiglia alcuni possedimenti a Beinette, pervenuti al conte di Tenda dal Monastero di La Paix. Nel 1462 Pornassio, Mendatica e Montegrosso sono annessi alla Contea di Tenda.

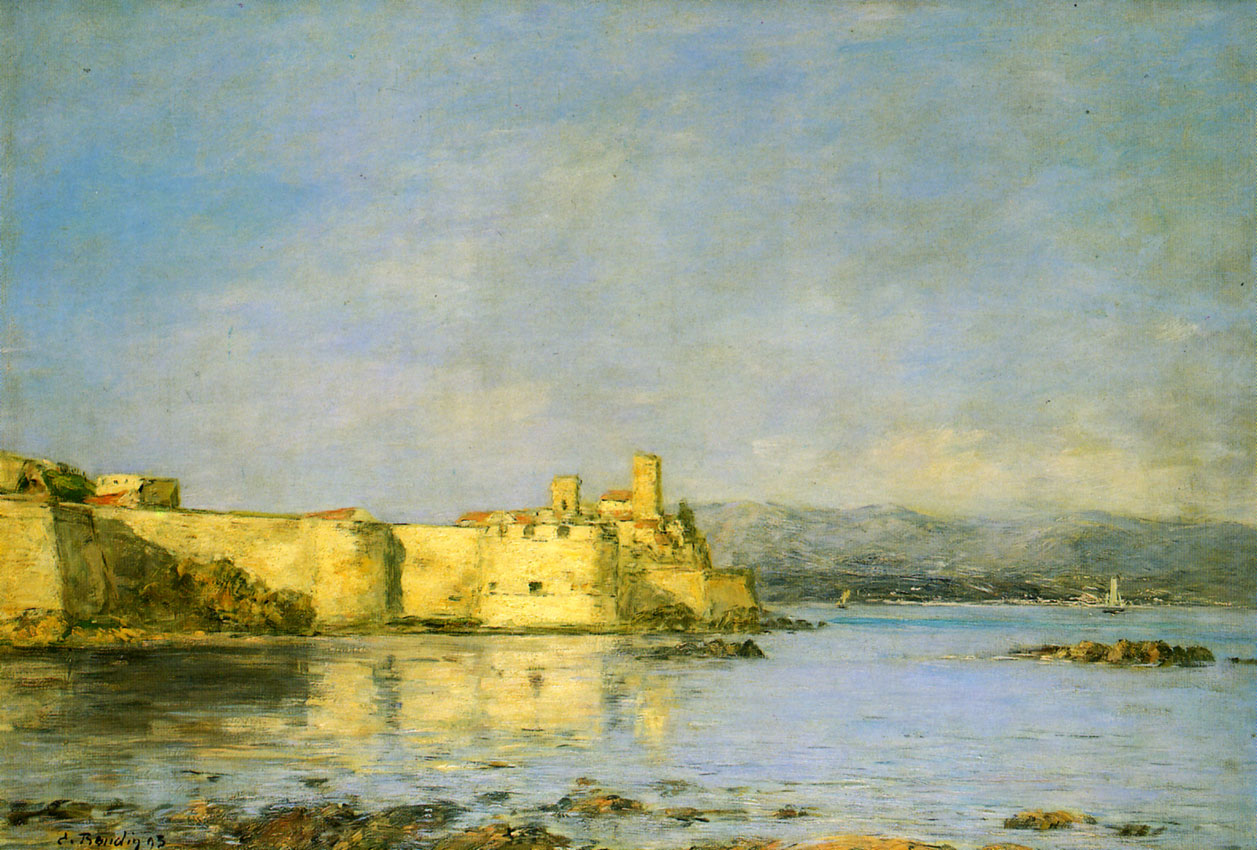
La fortezza provenzale di Antibes, signoria di Onorato I Lascaris di Ventimiglia.

Il duca Sforza, nel 1463 in qualità di signore di Genova, riconosce – per cinque anni - il possesso della città di Ventimiglia a Lamberto Grimaldi di Monaco, tradendo l'amicizia con il Lascaris. Per ritorsione Onorato rifiuta al duca di Milano l'omaggio per i suoi possedimenti liguri e occupa il castello di Prelà, antico possedimento ventimigliesco pervenutogli dal barone 'siciliano' di Buscemi. Castello che sarà ceduto dal Ventimiglia, il 17 giugno 1464, a Giovanni del Carretto. Il 10 ottobre successivo il conte di Tenda prosegue nel radicamento in Liguria acquistando da Brocardo Scarelli un molino di Montegrosso. Il 26 febbraio 1467 Onorato stipula un trattato con il duca Galeazzo Maria Sforza, che gli riconosce tutti i diritti sull'antico comitato di Ventimiglia e lo nomina unico referente politico. Nel 1468 il conte di Tenda, andando contro Lamberto Grimaldi, occupa Mentone e pone l'assedio a Roccabruna – alleato ai cugini Grimaldi di Beuil che ambiscono alla signoria di Monaco – ma il duca di Milano pretende il diretto controllo su Mentone e il Lascaris, ferito all'assedio di Roccabruna, deve ritirarsi.
Finalmente, nel 1469, Onorato, affiancato all'esercito sforzesco, regola i conti con Lamberto Grimaldi che viene scacciato dalla città di Ventimiglia. La vittoria definisce l'egemonia del Lascaris su tutto il Ponente ligure e Onorato occupa il Marchesato di Finale, in qualità di tutore del giovane cugino Galeotto II del Carretto. La signoria diretta del Lascaris di Ventimiglia si estende ora nel comitato del Maro e - per conto dei del Carretto - in Rezzo, da dove Onorato estromette i marchesi di Clavesana.
Agli 8 ottobre 1470 il conte è in causa con alcuni sudditi di Tenda, circa l'applicazione di un privilegio concesso da Oberto, conte di Ventimiglia, il 26 maggio 1207.

## Morte

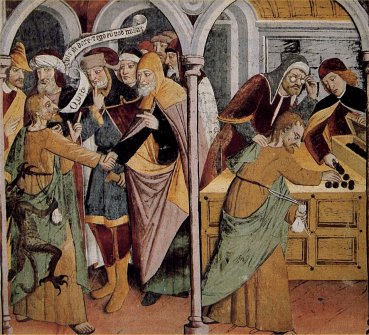
Il tradimento di Giuda (1492), rappresentato dal Canavesio nel santuario di Nostra Signora del Fontan, presso Briga. Secondo il padre Benoit Avena, l'affresco rappresenterebbe un'allegoria del tradimento di Pietro Parpaglia ai danni del conte Onorato I. Le monete a forma di 'L'indicherebbero il cognome Lascaris, le dita portate alla bocca da uno dei congiurati, in vesti ecclesiastiche, l'ordine di avvelenare il Gran Ciambellano.

Il Lascaris, divenuto troppo potente, preoccupa i grandi: il duca di Milano e signore di Genova prende le parti dei Ventimiglia di Pornassio e induce Onorato a restituire ai cugini, fra il 23 giugno e il 10 ottobre 1472, 1/8 di Pornassio. Tuttavia, la potenza egemonica di Onorato fu di breve durata. Il suo acerrimo nemico Lamberto Grimaldi di Monaco organizzò una congiura, insieme ai Lascaris di Briga e a Giovanni Luigi di Savoia, vescovo di Ginevra e tutore del duca Filiberto I di Savoia. Bartolomeo Lascaris di Briga e Pietro di Montchenu, collaboratori del vescovo di Ginevra, corruppero Pietro Parpaglia visconte di Rovigliasco, cortigiano del conte di Tenda. Questi organizzò l'avvelenamento del conte di Tenda, che fu assassinato il 5 febbraio 1475.

## Testamento
Nel testamento del 4 febbraio 1474, il conte di Tenda si riconosceva ancor debitore di 900 fiorini d'oro verso il cugino Gaspare barone di Buscemi, per l'acquisto del Maro, nonché di 200 fiorini a favore di Francesco dei conti di Valperga. Invece, è creditore di ben 7000 fiorini dal cugino Galeotto del Carretto, causa la guerra sostenuta a suo favore contro i Genovesi nel 1448. Dallo zio Bolleri e da re Renato il conte vanta un credito di ventimila fiorini, per le spese sostenute a loro favore nelle guerre contro i Savoia, soddisfatto dal re solamente per 1000 fiorini.
Erede universale fu nominato Gian Antonio II Lascaris di Ventimiglia, figlio di Margherita del Carretto. I legati del testatore furono rivolti a favore della vedova Margherita del Carretto, tutrice dei suoi figli, del fratello Marco, vescovo di Riez, abate di Vezzolano e priore di Entremont, di Tommaso - figlio di Marco - prevosto e consignore di Riez, genero del doge Adorno. Nonché degli altri fratelli del conte: Guglielmo, Pietro e Giorgio, monaci certosini, di Onorato del fu Pietro Lascaris, suo nipote, di Caterina, Leonetta, Ameriga e Margherita, sue sorelle, poi delle figlie di Marietta e Onorato Grimaldi di Beuil (Margherita e Giannetta). Son beneficiate le sue figlie: Brigitta, sposa di Aleramo di Mombasiglio; Francesca, moglie di Otto Rostagno di Roero; Maddalena, sposa di Francesco Valperga; Giannetta, accasata con Agostino Adorno. Tra i fratelli del conte, nel testamento è citato il canonico regolare Rodolfo, fondatore della canonica agostiniana di San Dalmazzo di Tenda, con un legato di 40 fiorini. Il testamento del conte Onorato fu ratificato con patenti di re Renato d'Angiò dell'11 giugno successivo.

## Titoli
Onorato I Lascaris di Ventimiglia, Gran Ciambellano del Re di Sicilia e Gerusalemme, Vicario reale di Marsiglia e Arles, fu conte di Ventimiglia, di Tenda e del Maro, consignore di Limone, Vernante, Villeneuve, Gardie, Châteauneuf-de-Grasse (1/2), Antibes (1/3), Cagnes (1/3), Loubet, Villetagne, Pugeton-les-Treize-Dames, La Gaude, Gorbio, Conio, Cosio, Aurigo, Pornassio, Lucinasco, Valloria, Cenova, San Bartolomeo, Torria, Chiusanico, Locio Ripario, Carpasio, Goraino e Caravonica, Montegrosso, Borghetto, Larzeno, Prelà (Pietralata) e Perlamoro.